# Draža Mihailović
Pour les articles homonymes, voir Mihajlović.
Dragoljub Mihailović, dit Draža Mihailović (également retranscrit Mihajlovic, Mihailovitch, ou Mihailovich ; en serbe cyrillique Драгољуб «Дража» Михаиловић et en serbe en écriture cyrillique : Драгољуб «Дража» Михаиловић), connu aussi sous le surnom de Čiča (« oncle », en serbe cyrillique Чича, et même Чича en alphabet cyrillique serbe), né le 27 avril 1893 à Ivanjica et mort le 17 juillet 1946 à Belgrade, est un militaire yougoslave d'origine serbe.
Officier dans l'armée du royaume de Serbie, puis dans celle du royaume de Yougoslavie, il sert durant les guerres balkaniques puis durant la Première Guerre mondiale. Il est principalement connu pour avoir, pendant la Seconde Guerre mondiale, fondé les Tchetniks (Četnici ; en serbe cyrillique Четници), une organisation de résistance à l'occupation allemande et italienne. Dans le contexte de la guerre de résistance en Yougoslavie, les Tchetniks — mouvement peu structuré, sur lequel Mihailović n'a qu'une autorité relative — se trouvent très vite en concurrence avec une autre force de résistance, les Partisans communistes dirigés par Tito. Alors qu'il est accusé de privilégier le combat contre les communistes par rapport à celui contre les occupants, Winston Churchill, dans un souci de realpolitik et soucieux de l'après-guerre, préfère jouer la carte Tito et dénonce les accords qui lient les Alliés à Mihailović. Le gouvernement royal en exil, chassé de Londres pour être installé au Caire, subit ce retournement de situation. À la fin de la guerre, fait prisonnier par les communistes, Mihailović est condamné à mort lors du procès de Belgrade pour « crimes de guerre et collaboration », et fusillé le 17 juillet 1946.
Son rôle et celui des Tchetniks pendant la Seconde Guerre mondiale restent toujours sujet de débats, non pas entre universitaires mais dans la conscience serbe qui lui est essentiellement restée favorable malgré les torts qui lui ont été reprochés par les Partisans communistes. En 2006, une procédure est engagée en vue d'obtenir la réhabilitation officielle de Mihailović en Serbie. Cette procédure aboutit, le 14 mai 2015, à l'annulation de sa condamnation par la Haute Cour de Justice de Belgrade.

## Biographie
Draža Mihailović avait un frère, Mihailo, et trois sœurs, Smiljana, Milica et Jelica. Peu après la naissance de Jelica, son père meurt de la tuberculose. Cinq ans plus tard, en 1900, sa mère meurt aussi. Les orphelins sont confiés à leur oncle Vladimir. Après avoir étudié la musique pendant trois ans, Draža Mihailović s'inscrit à l'École militaire de Belgrade.
Il combat les Turcs pendant les guerres balkaniques. En 1912, il obtient la médaille du Courage. Il est blessé en 1913 en se battant contre les Bulgares.
Il participe à la Première Guerre mondiale et fait partie de la longue retraite de l'armée serbe par l'Albanie en 1915. Il combat ensuite sur le front de Salonique et reçoit plusieurs décorations pour faits de guerre.

### Seconde Guerre mondiale

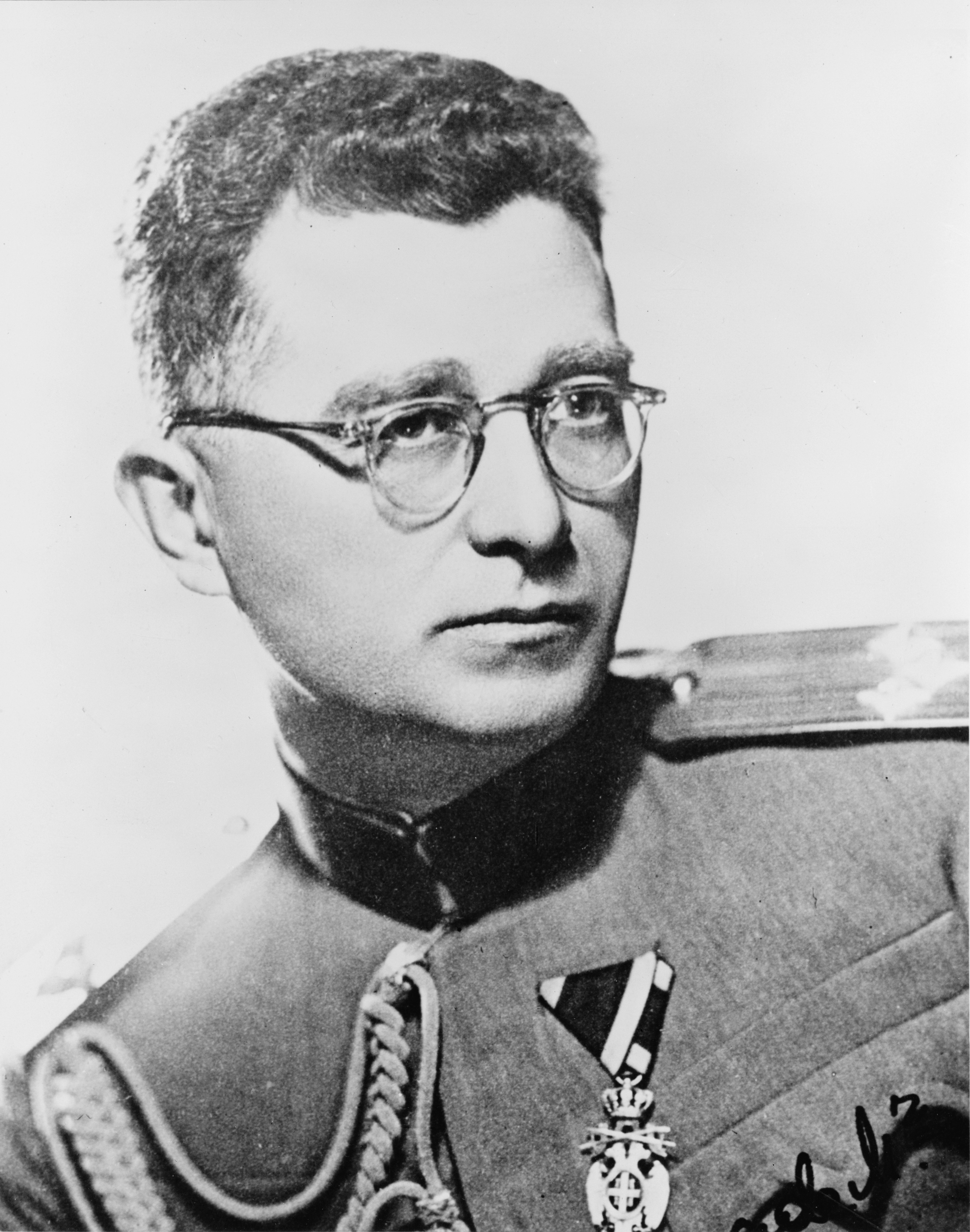
Photo de Mihailović, au début du conflit.

Le 27 mars 1941, par un coup d’État militaire, les cercles antifascistes et les officiers yougoslaves rompent le pacte signé entre les pays de l'Axe et le royaume de Yougoslavie. Hitler fait envahir la Yougoslavie pour venir en aide aux Italiens qui se battent en Grèce. Le roi Pierre II se réfugie à Londres.
Dans beaucoup de villes et de villages, le peuple serbe se soulève par groupe de petites dizaines d'hommes, les Tchetniks. Draža Mihailović, alors colonel, organise cette résistance depuis son quartier général de Ravna Gora, en Serbie. Près de 46 000 hommes rejoignent, en l'espace de quelques mois, cette organisation de résistance dirigée par les ex-officiers de l'armée royale. Fidèles au roi, ceux que l'on nomme les Tchetniks, sont parmi les premiers à opposer une résistance aux armées allemandes.
En juin 1941, Josip Broz dit Tito, secrétaire général du Parti communiste de Yougoslavie et ancien agent de recrutement des troupes croates au sein des brigades internationales durant la Guerre d'Espagne, lance un mouvement de résistance sous couvert de communisme. Le 26 octobre 1941, Mihailović et Tito, qui vient tout juste de commencer à rallier quelques troupes procommunistes, concluent un accord pour réaliser un front uni contre les occupants. Mais la rupture entre les deux mouvements est rapide et, dès octobre 1941, ils en viennent à s'opposer.
La tête de Draža Mihailović est alors mise à prix par les Allemands pour 100 000 reichsmarks chacun. En novembre, la BBC annonce que Mihailović est le commandant de l'Armée yougoslave de la patrie, qui devient le nom officiel des Tchetniks. Mihailović est néanmoins un « piètre politique » et ne pratique pas le « centralisme » de ses rivaux communistes sur les différents groupes de résistance tchetnik. Dans le Sud de la Yougoslavie, des unités tchetniks signent des trêves avec les troupes d'occupation italiennes (par exemple dans le Monténégro), peu combatives et bien plus tolérantes avec les populations locales, ce qui conduit ces unités à diriger ces attaques contre les Allemands, les Croates oustachis et bosniaques SS (2e Handžar SS division) et contre les Partisans, opposés par leurs idées aux troupes de Mihailović, fidèles au roi.
Tito contacte durant l'hiver 1941 Winston Churchill, pour lui demander un soutien inconditionnel de la part des Alliés, s'attribuant des victoires contre les Allemands qui furent en fait celles des Tchetniks (exemple : bataille de Sabac, 23 janvier 1941 ou bataille de Smederevo, 12 février 1941, réseau pour la récupération et l'évacuation de près de 500 pilotes américains). À l'appui de ces demandes, au Royaume-Uni, les bureaux du Foreign Office dirigés par des agents d'influence soviétiques dévalorisent les actions des Tchetniks et se font les échos des exigences de Staline pour cesser de soutenir la résistance non-communiste.
L'effet n'est pas immédiat : le 11 janvier 1942, Draža Mihailović est nommé ministre de la Guerre par le gouvernement en exil du roi Pierre II. Le 17 juillet, il est fait général. Contrairement à Tito, Mihailović essaie de limiter les représailles brutales de l'Allemagne nazie contre la population civile yougoslave, adoptant une politique de résistance ciblée, en attendant que les Alliés lui accordent plus d’assistance. Il se concentre donc sur le sabotage des voies de chemins de fer et des routes, stoppant ou retardant l'acheminement du matériel destiné à l'Afrika Korps, et transitant via la Turquie pour l'Afrique.
Les renseignements falsifiés par les agents d'influence soviétiques du Foreign Office, qui accusent de collaboration divers chefs tchetniks, déterminent Winston Churchill (qu'il y ait cru ou non) à miser sur les partisans de Tito, à l'encontre de l'avis du général français antinazi de Gaulle. Churchill décide donc d'attribuer exclusivement l'aide de la Grande-Bretagne à Tito à partir de la fin 1943, sachant que depuis la défaite allemande de Stalingrad, l'avancée russe englobera en cas de victoire l'Europe de l'Est et espérant que Tito sera plus ouvert vers l'Occident et voudra devenir un acteur privilégié pour une future coopération avec la Grande-Bretagne. Cette stratégie de Churchill remonte en fait à l'échec de la campagne du Dodécanèse qui avait compromis des chances d'un débarquement allié dans les Balkans.
En juin 1944, à la demande insistante de Churchill, Pierre II relève Mihailović de sa fonction de ministre de la Guerre, puis de son titre de commandant en chef des armées, nommant Tito à sa place. Abandonnées par les Britanniques, les Tchetniks se rallient pour la plupart aux Partisans, mais certains les combattent et se font chasser de Serbie en septembre 1944 : dans leur retraite, ils se font massacrer par les Oustachis. À la fin du conflit, les Partisans, soutenus notamment par les Britanniques et appuyés par la puissance militaire soviétique, libèrent le pays. Après un référendum populaire, le nouveau pouvoir communiste renverse la monarchie et persécute les Tchetniks qui s'étaient obstinés à le combattre pour « trahison » et « collaboration avec l'ennemi ».

### Le procès et l'exécution

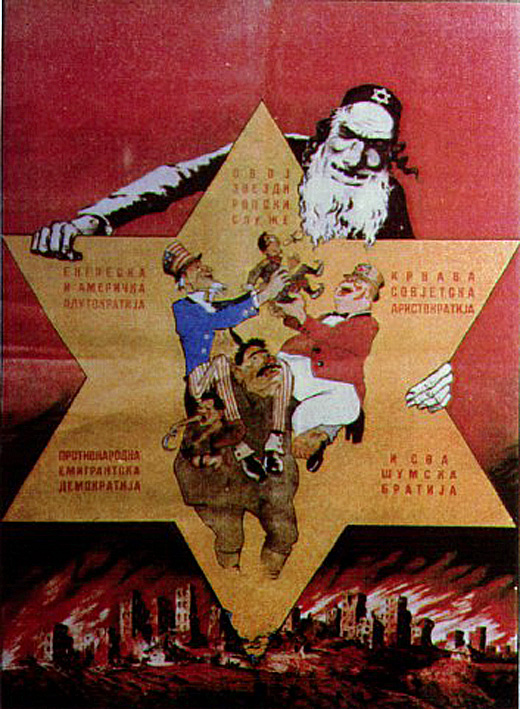
Affiche de propagande nazie durant l'exposition antimaçonnique à Belgrade. Mihailović est un animal de compagnie dans les mains des États-Unis et de la Grande-Bretagne, supposés contrôlés par les francs-maçons et les Juifs.

Après plusieurs mois de traque dans les montagnes de Bosnie, le 12 mars 1946, Draža Mihailović est arrêté. Du 10 juin au 15 juillet 1946 se déroule à Topčider le procès « des traîtres et des criminels de guerre » de la Seconde Guerre mondiale, organisé pour éliminer toute opposition à Tito. Draža Mihailović figure au nombre des accusés et est jugé en même temps que des personnalités ayant appartenu au gouvernement collaborateur serbe. Déclaré coupable, il est fusillé le 17 juillet 1946.
Charles de Gaulle refusera toujours de rencontrer Tito, le considérant responsable du procès truqué et de l'exécution de Draža Mihailović, avec qui il avait tissé des liens amicaux avant la guerre et qu'il avait cité à l'ordre de l'armée, au nom de la France combattante, le 3 février 1943, avec attribution de la croix de Guerre avec palmes,, puis le mouvement des Tchetniks qu'il admira fortement pour sa résistance contre le fascisme et le communisme.

## Réhabilitation
« Sa condamnation à mort reposait sur des considérations de politique intérieure plus que sur sa réelle culpabilité ». La disparition de Draža Mihailović débarrassait Tito d'un héros encombrant. Le corps du général Mihailović fut enterré près du château de Beli dvor, mais personne ne sait où exactement, les communistes de Tito ne voulant pas que celui-ci soit récupéré pour qu'un monument à sa mémoire soit érigé. Ils firent de même avec de nombreux Tchetniks, dont de nombreux officiers. Par exemple, le massacre de 8 000 soldats Tchetniks ayant rendu les armes, par les troupes de Tito en 1945, entre la ville de Foča (Bosnie) et Sarajevo. Ou l'assassinat en 1957 du dernier officier Tchetniks resté fidèle au roi et à Mihailović, l'un des rares n'ayant pas voulu se rendre après guerre, le commandant Vladimir Šipčić, tué près de Priljepolje, à la frontière bosno-serbe. Son corps n'a jamais été retrouvé.

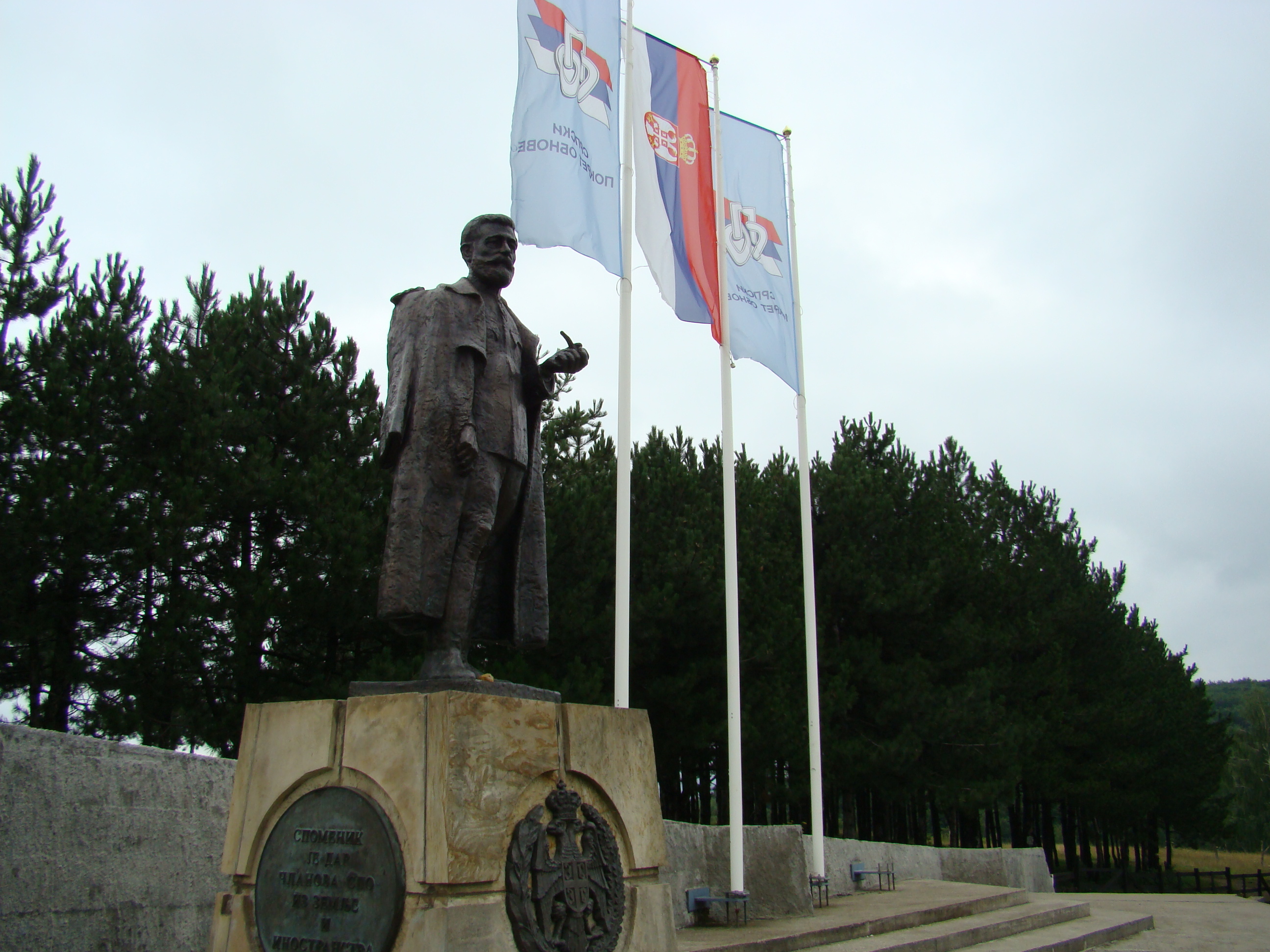
Monument à Draža Mihailović (mont Ravna gora).

De fait, dans un contexte de guerre froide et de conflit politique ouvert avec la Yougoslavie au sujet de Trieste, le président Truman avait accordé à Draža Mihailović une médaille à titre posthume en 1948. En 1989, les États-Unis lui érigent une statue à Washington, « en reconnaissance du rôle qu'il a joué en sauvant plus de cinq cents pilotes américains en Yougoslavie ».
En 2006, Vojislav Mihailović, petit-fils du général, engage une procédure pour demander la réhabilitation de son grand-père. Les débats s'ouvrent en 2010. Le 14 mai 2015, 69 ans après l'exécution de Draža Mihailović, la Haute Cour de Belgrade annule la condamnation de ce dernier, jugeant qu'il n'a pas bénéficié d'un procès équitable et que les preuves présentées contre lui étaient falsifiées.

### Point de vue de Charles de Gaulle
Le 31 juillet 1962, Charles de Gaulle, devenu président de la Ve république, expliquait à Alain Peyrefitte l'énorme contribution du général serbe à la victoire des Alliés contre l'Allemagne nazie. Il explique dans un premier temps que Tito avait conquis le pouvoir en Yougoslavie sur les victoires de Mihailović, alors que ce dernier avait donné la victoire aux Alliés en combattant la Wehrmacht, alors au faîte de sa puissance.
En effet, pendant trois mois, de mars à mai 1941, il a combattu l'armée allemande en Herzégovine, retardant ainsi de trois mois l'opération Barbarossa contre l'URSS. Sans ces trois mois, Hitler aurait pu prendre Moscou car le froid russe ne l'aurait pas touché ; cela aurait pu causer la chute de l'URSS. Hitler avait prévu d'attaquer la Russie soviétique dès le dégel, en mars 1941 ; la résistance de la Yougoslavie royaliste de Mihailović a jeté son plan à terre. De Gaulle a toujours refusé de rencontrer le maréchal Tito, qui était à ses yeux un assassin qui a tué un homme qui refusait la défaite ; il avait vis-à-vis de lui une si grande estime qu'il s'identifiait à lui à travers cette phrase : « C'est un peu comme si Thorez (Tito) avait fait fusiller de Gaulle (Mihailović) ».